# Maximiliano Estévez
Carlos Maximiliano Estevéz (Buenos Aires, 2 giugno 1977) è un ex calciatore argentino, di ruolo attaccante.
È soprannominato El Chanchi.

## Palmarès

### Competizioni nazionali
- Campionato argentino: 1

Racing Club: Apertura 2001
- Campionato paraguaiano: 1

Cerro Porteño: Apertura 2009